# 安杰洛·德马丁尼
安杰洛·德马丁尼（義大利語：Angelo De Martini，1897年1月24日—1979年8月17日），意大利男子自行车运动员。他曾代表意大利参加1924年夏季奥林匹克运动会自行车比赛，获得男子团体追逐赛金牌。